# Spoelbak

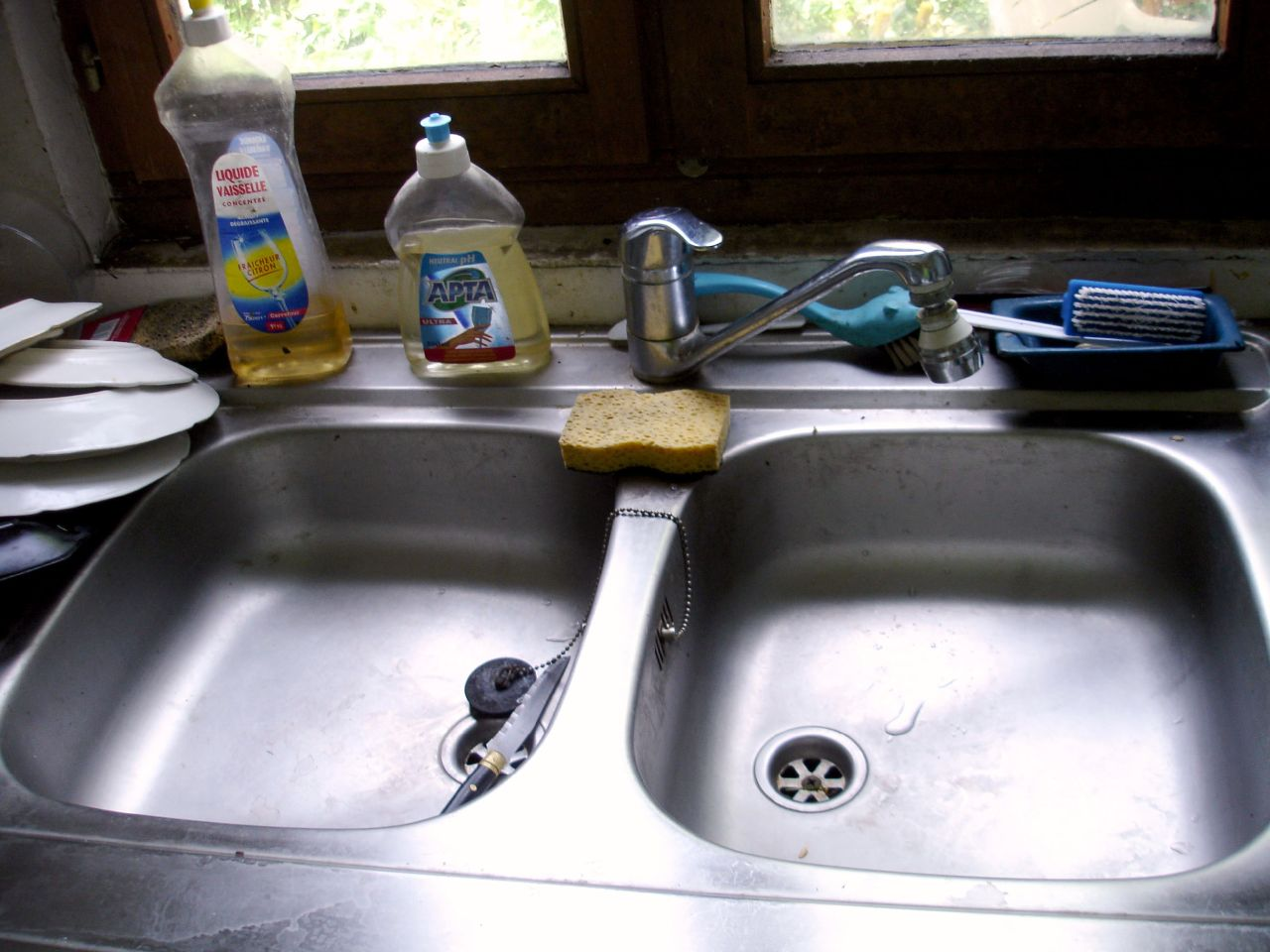
Twee roestvrijstalen spoelbakken

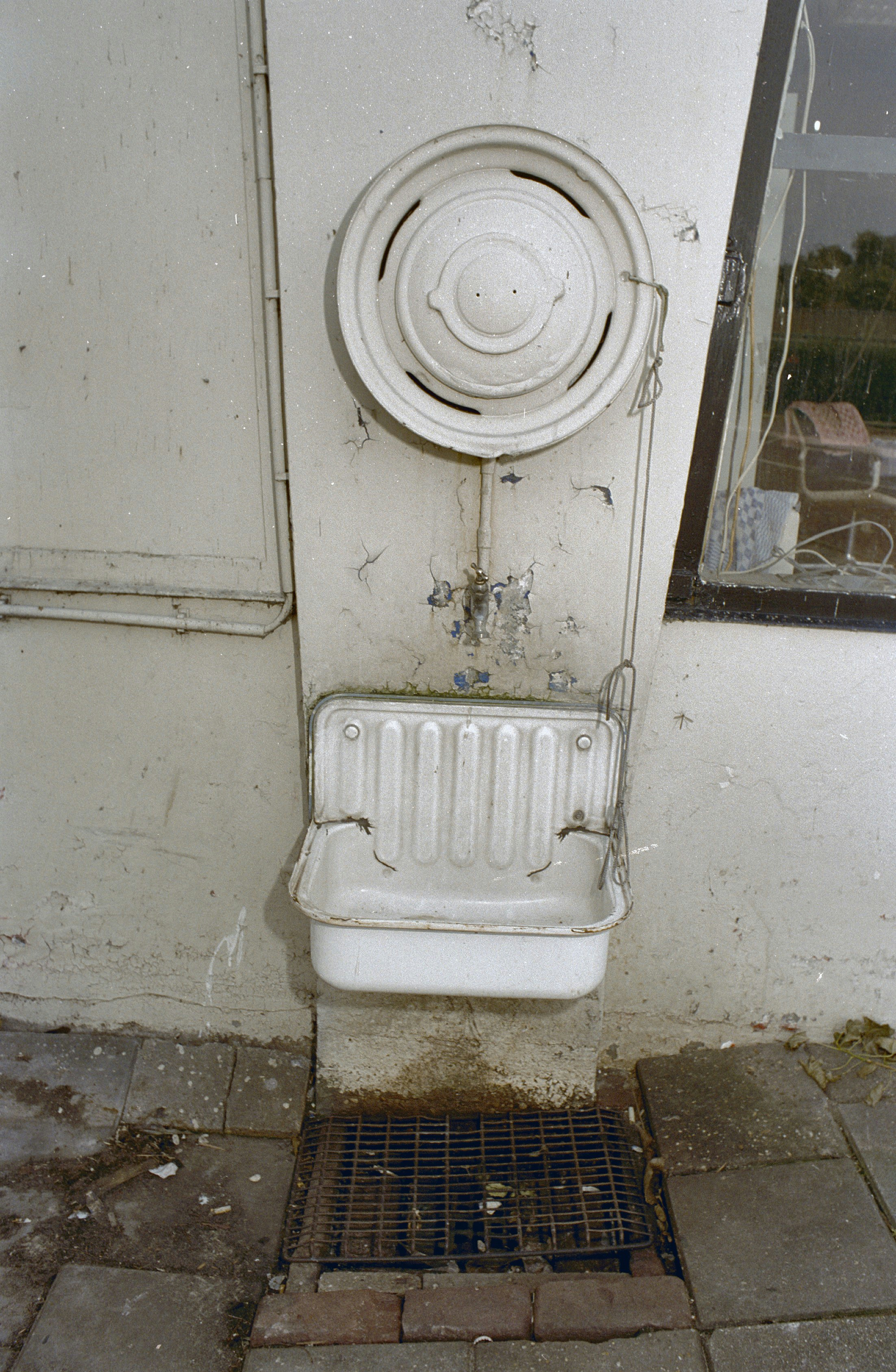
Spoelbak aan de buitenmuur van een tankstation in Vinkeveen

Een spoelbak is een bak, vaak rond of rechthoekig (eventueel met afgeronde hoeken), veelal van metaal, om vaat of andere zaken in te spoelen. Ze worden het meest gebruikt in keukens of badkamers.
Een spoelbak heeft gewoonlijk één of twee kranen (koud en warm water), een afvoer (eventueel met zeef) en een beveiliging tegen overlopen. De afvoer kan meestal gesloten worden.

## Materialen
Spoelbakken komen voor in verschillende hoedanigheden, enkele materialen waaruit ze vervaardigd kunnen zijn:
- roestvast staal
- kunststof
- glas of keramiek
- beton

In keukens gaat de voorkeur uit naar roestvrijstalen spoelbakken.